# Прапор Верне (Бельгія)
Прапор Верне був офіційно затверджений муніципальною радою 27 жовтня 1986 року як муніципальний прапор комуни та міста Західної Фландрії Верне. 10 грудня 1986 року він був підтверджений урядом Фландрії та остаточно опублікований 3 грудня 1987 року в офіційному бельгійському державному віснику.

Офіційно прапор описується так: 
Три однакові довгі смуги чорного, жовтого і зеленого кольорів.
Прапор, який уже використовувався комуною Верне до злиття 1976 році, показує кольори муніципального герба.

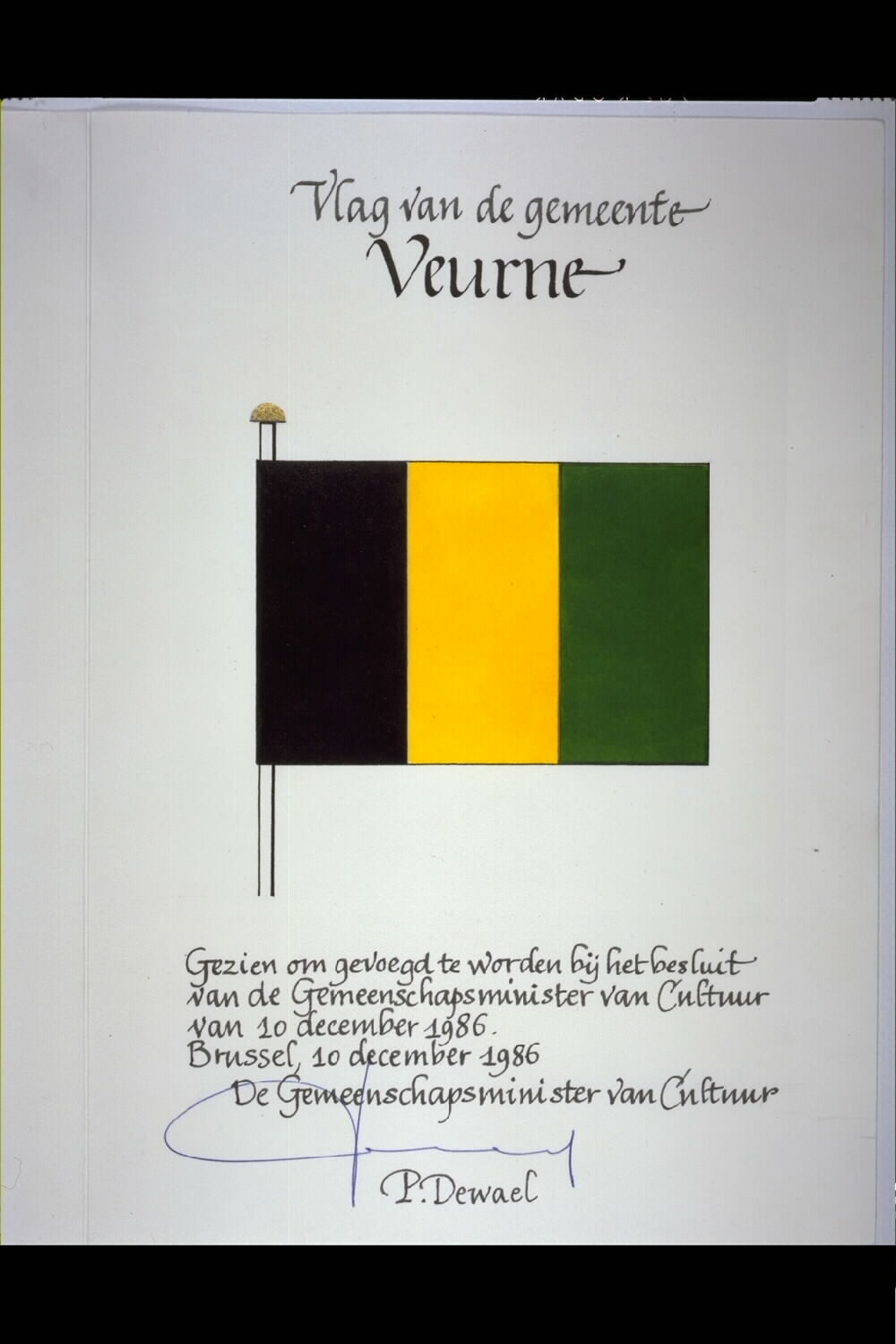
Дизайн прапора, намальований Патріком Девалем
Герб Верне